# Mercedes-Benz W136

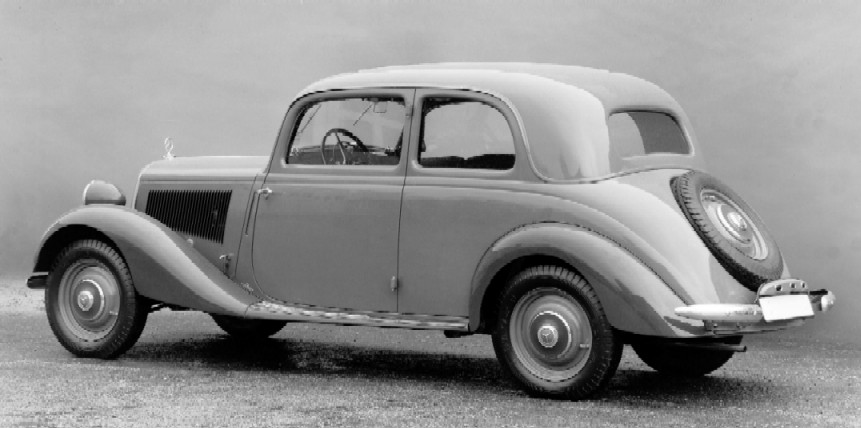
170 V, Limuzină cu 2 uși,
1937–1942

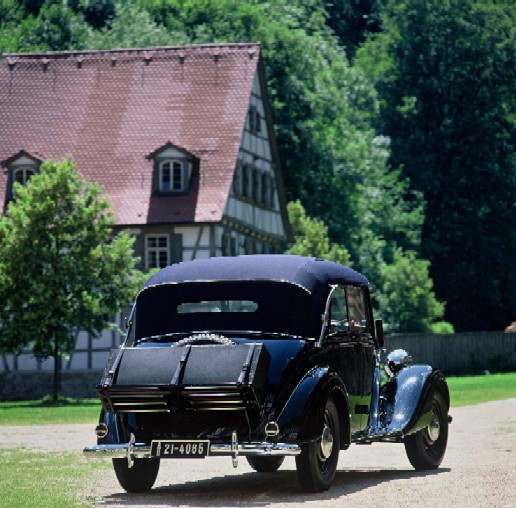
170 V, 1937–1940

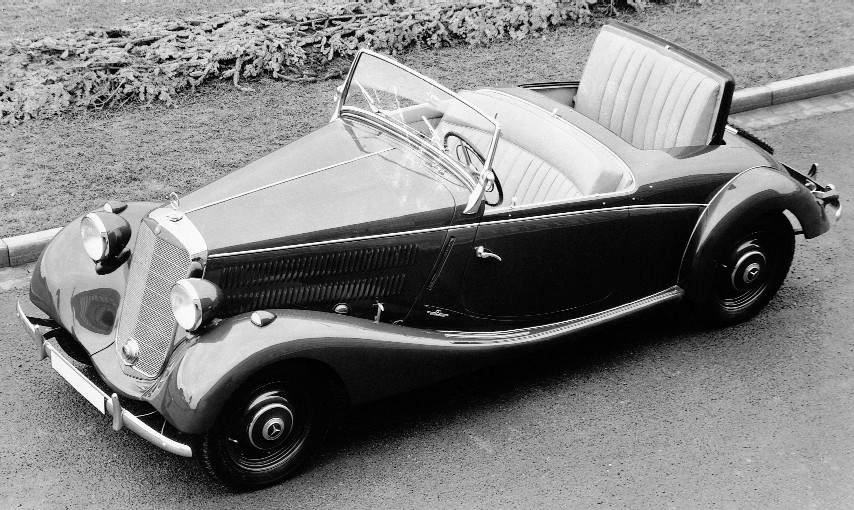
170 V, Roadster, 1939–1940

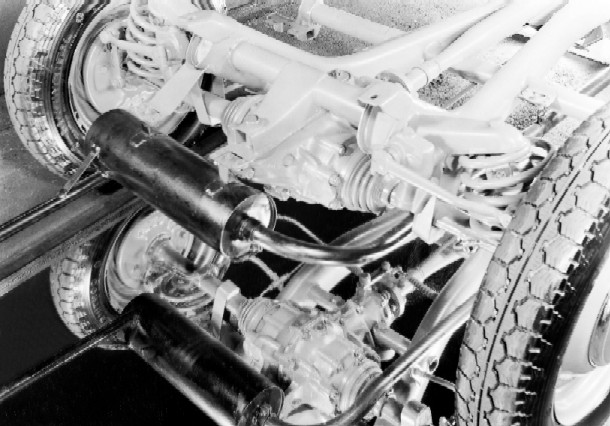
Axă pendul, 1936–1952

Mercedes-Benz 170 V (denumirea internă: seria W 136) este o mașină de pasageri de la Mercedes-Benz, prezentată, împreună cu modelele 260 D și 170 H, la Expoziția Internațională de Automobile de la Berlin în februarie 1936.
W 136 este singurul model de autoturism produs de Daimler-Benz înainte de război a cărui construcție a continuat și după al doilea război mondial.  În 1953 el a fost înlocuit de modelul total nou W 120, care a preluat de la 170S motorul de 1.8 litri.

## Mercedes-Benz 170 V
Mercedes-Benz 170 V, cu motor pe benzină cu patru cilindri M 136, a înlocuit la începutul anului 1936 seria 170 (W15 cu șase cilindrii) după cinci ani și jumătate de producție.
La aceeași capacitate cilindrică de 1.7 litri noul model era superior ca putere, tehnică și avea un stil modern fiind  în același timp mai ieftin decât predecesorul său. Vehiculele au fost construite între 1936 și 1942 în mai mult de 70.000 de exemplare, în diferite variante de caroserie.
170 V a fost modelul de la Mercedes-Benz produs în cel mai mare număr înainte de război.
V-ul (de la Vorne – în față) a fost utilizat în denumirea modelului pentru a face distincția de 170 H, la care, practic același motor, a fost instalat în spate.
170 H (de la Heck - Coadă) era succesorul mai puternic și îmbunătățit al tipului 130 (W23) lansat cu doi ani înainte și care fusese primul model Mercedes-Benz cu motorul în spate.
170 V avea 28 kW (38 CP) la 3400 rot/min și o compresie de 6,5:1. Motorul cu valve de 1,7 litri cu patru cilindri de tip M 136 a avut un consum de combustibil de sub 10 litri și un cuplu de 100 Nm (10,2 mkg) la o accelerație de 1800 rpm. Viteza maximă era de 108 kilometri pe oră.
Motorul, susținut elastic în două puncte oferea mașinii o rulare de o finețe anterior necunoscută la variantele cu patru cilindri.
Cutia de viteze cu roți cu dinți oblici în patru viteze, a fost inițial sincronizată doar în două viteze superioare, iar începând din  1940 la toate vitezele.

## Variante de caroserie

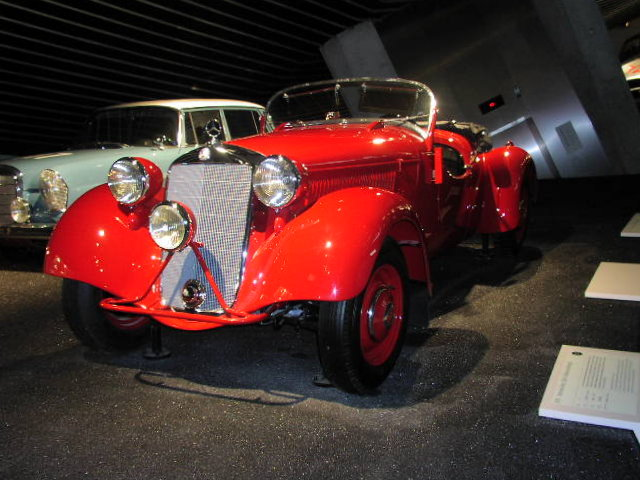
Mercedes-Benz 200 V (1938)

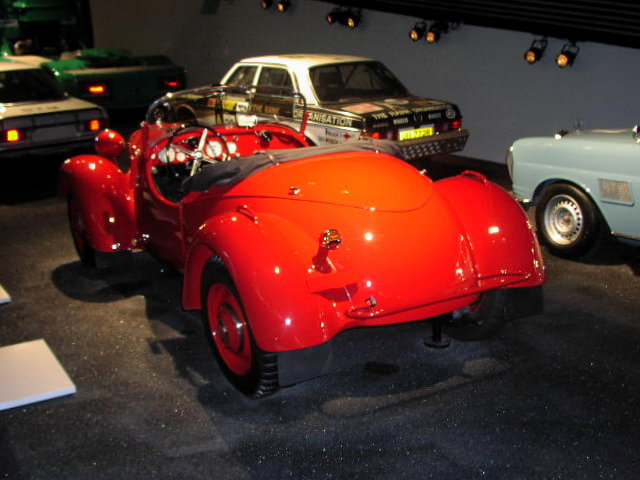
Mercedes-Benz 200 V (1938)

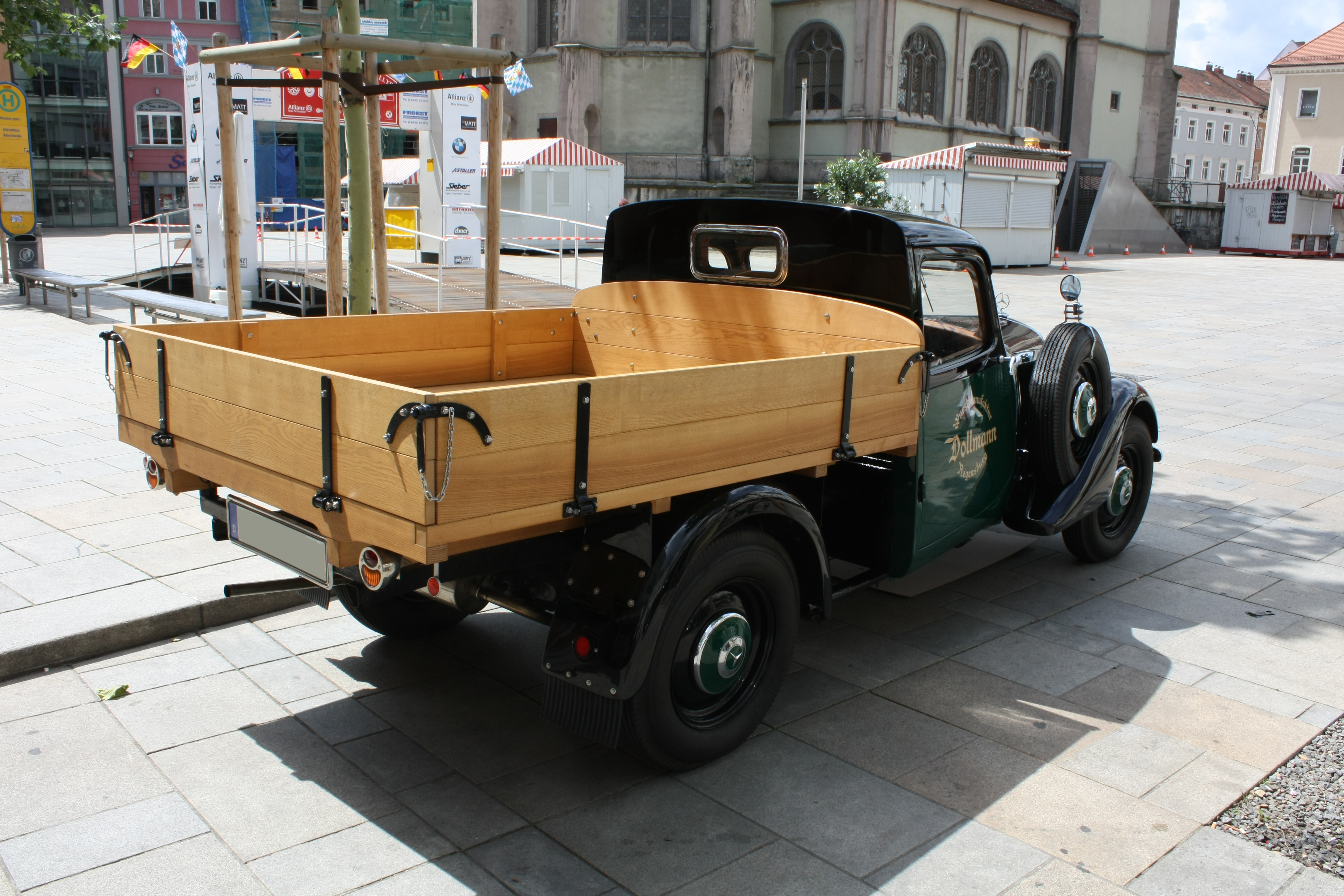
Mercedes-Benz 170 V Camion cu platformă

Clientul poate alege din mai multe variante de caroserie. În serie existau sedan-uri cu 2, respectiv 4 uși (denumite „Innenlenkern” - închise), precum și un cabrio cu 4 uși.
Cele două variante cu 4 uși au fost livrate ca mașini de marfă cu lunetă despărțitoare și încărcare prin uși în spate. În plus, au existat variante deschise combi cu două și 4 uși, Cabriolet A  cu 2 locuri și 2 uși, și Cabriolet B cu 4 locuri și 2 uși.
La aceste modele bagajele erau depozitate în portbagaj dinspre interior.
În roadster-ul cu două locuri era ascunsă, sub un capac mare din spatele scaunelor, o bancă cu două locuri cu căptușeala subțire - așa-numita "bancă a soacrei" - sau doar un loc suplimentar pentru bagaje. Anvelopa de rezervă era la toate modelele într-un canal în față.
Oferta mai includea: utilitare cu platformă sau hardtop, ambulanțe și mașini de poliție și autoturisme „cupă” pentru serviciul de salvare de munte, poliție și forțele armate.

## Tipuri speciale:  Variante sport și combustie pe lemn
O ramură a dezvoltării 170 au fost Mercedes-Benz W  133 III / W 139 / W 152 ca și modelele cu tracțiune integrală 170 VG (de teren) și 170 VL (cu direcție pe patru roți). Urmașul acestor tipuri a fost numită  "G 5" 1938 - 1941 construit ca "vehicul colonial și de vânătoare".
Aceste vehicule au fost proiectate în principal pentru export.

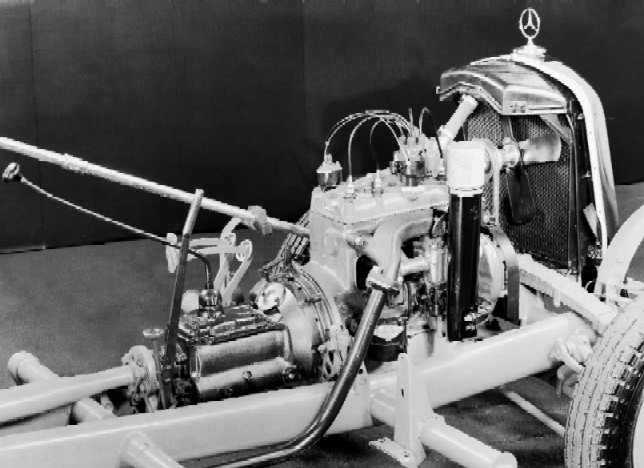
Șasiu cu cutie de viteze sincronizate, 1936–1952

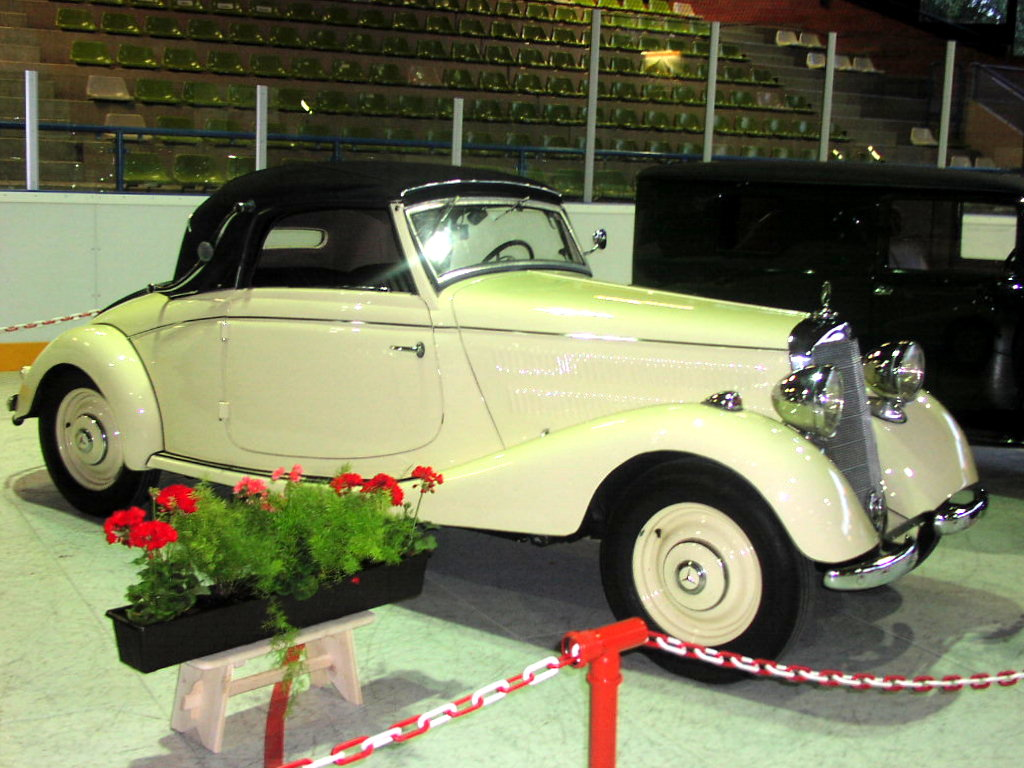
Mercedes-Benz 170 V Cabriolet A (1940)

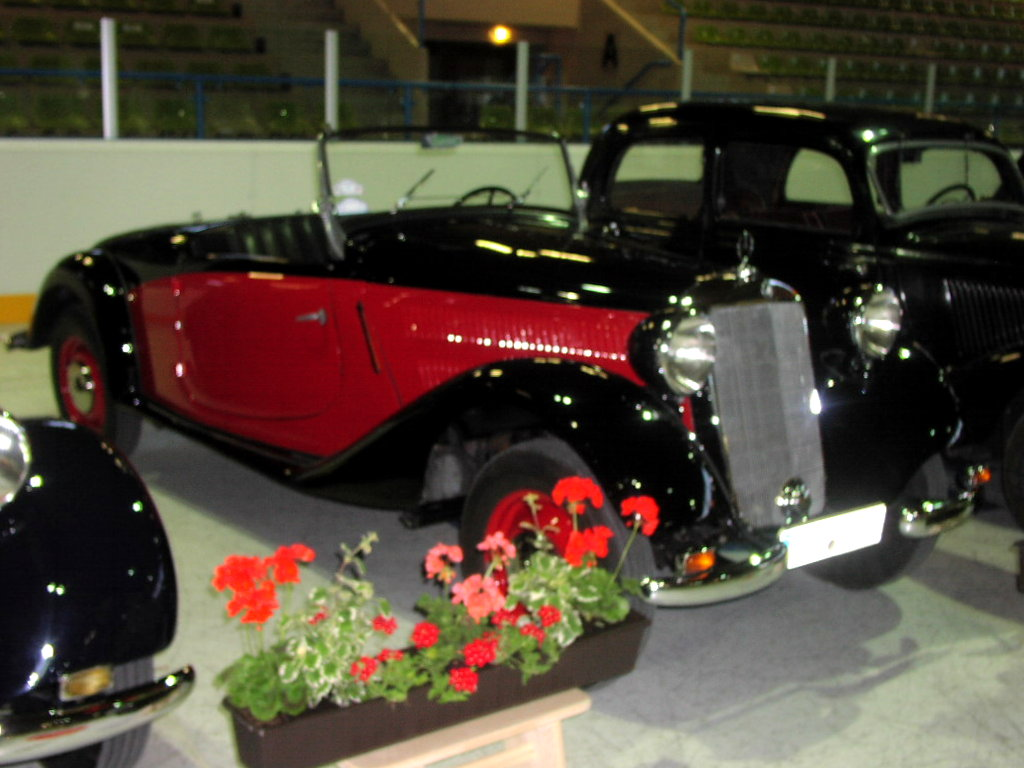
Mercedes-Benz 170 VR Roadster (1938)

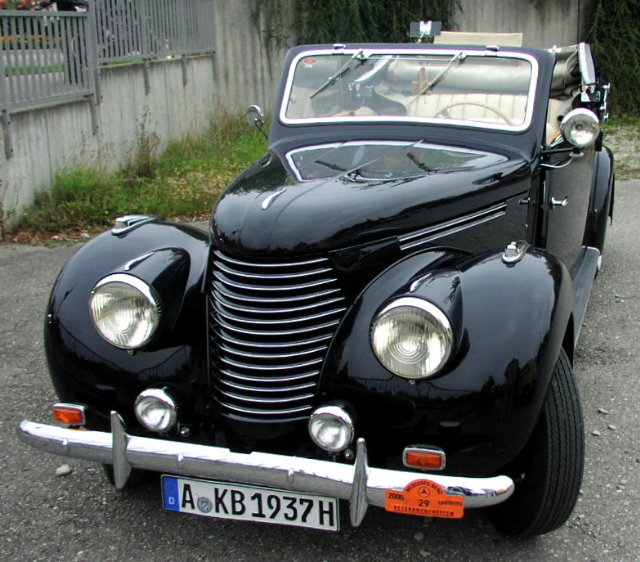
Mercedes-Benz 170 V cu caroserie cehă Sodomka (1937/48)

Pentru cursele populare în anii 1930 de "cross country" unde se testa fiabilitatea, și respectiv, cursele de viteză, au fost construite mașini de curse specifice – roadster cu două locuri, coborâte, cu greutate redusă, cu șasiu foarte ușor din magneziu și aluminiu.
Aceste măsuri au oferit o greutate redusă cu până la 260 de kilograme.
În 1936/37 au fost numite VR 170, realizate încă pe baza roadster-ului standard, echipate doar cu jante mai mari, arcuri mai puternice și alte modificări minore. În 1938/39, au urmat 170 VS sau SV, capacitate 1912 cmc, cu 37 KW sau 44 KW (50/60 CP) la 3600 rpm - în funcție de dotarea cu unul sau două carburatoare. Viteza maximă la ele atingea 110/112 kilometri pe oră.
Ultima și cea mai puternică a seriei, desemnată intern ca W 149 200 V, cilindree 2007 cmc, 39 sau 47 kW (53 sau 64 CP), și atingea până la 120 kilometri pe oră. Consumul era de 13 de litri.
Un scop cu totul diferit îndeplinea modelul cu combustie pe lemn 170 VG.
Construit între 1939 și 1942, el a fost independent de benzină, care în timpul războiului era foarte greu de procurat de către populația civilă. Motorul oferă 16 kW (22 CP) la 3200 rpm, viteza maximă a fost de 80 kilometri pe oră. Roata de rezervă a fost legată de acoperiș. Consum: 15 kg lemn generator la 100 de kilometri, rezerva 30 kg.
Tehnologia dezvoltată de Daimler-Benz a instalației generatorului de gaz, cu "gazeificare și vana de amestec" a fost, de asemenea, disponibilă pentru post-echipare. Ea functiona cu orice tip de cărbune, turbă, cocs, antracit și cărbune de lemn. Cost: 1000 Reichsmark.
Până la suspendarea producției în 1942 au fost construite mai mult de 90.000 de vehicule.
Steaua Mercedes a fost montată inițial direct pe radiator, capacul radiatorului se afla sub capotă.
După 1937 s-a montat un radiator nou, puțin diferit ca formă, umplerea sa a fost din nou accesibila din exterior și steaua și-a reluat locul său de drept pe capacul radiatorului.

## După război

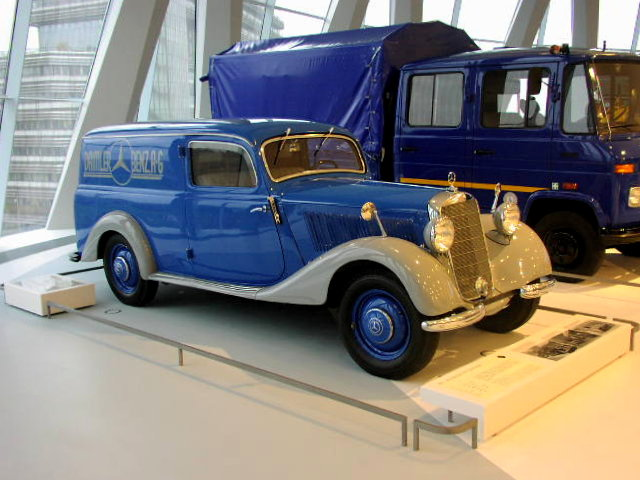
Mercedes-Benz 170 V Utilitară(1952)

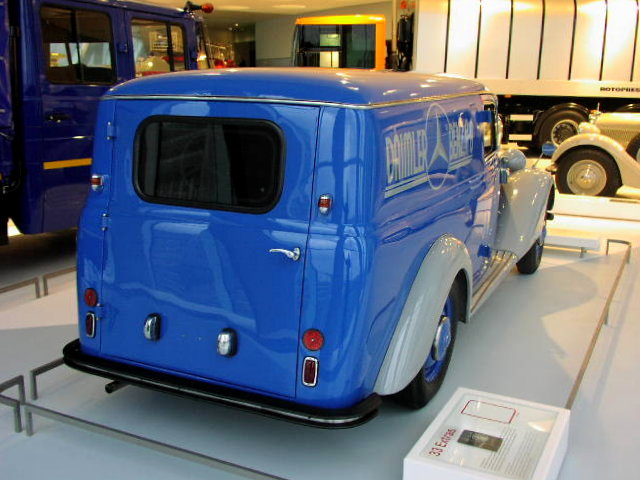
Mercedes-Benz 170 V Utilitară (1952)

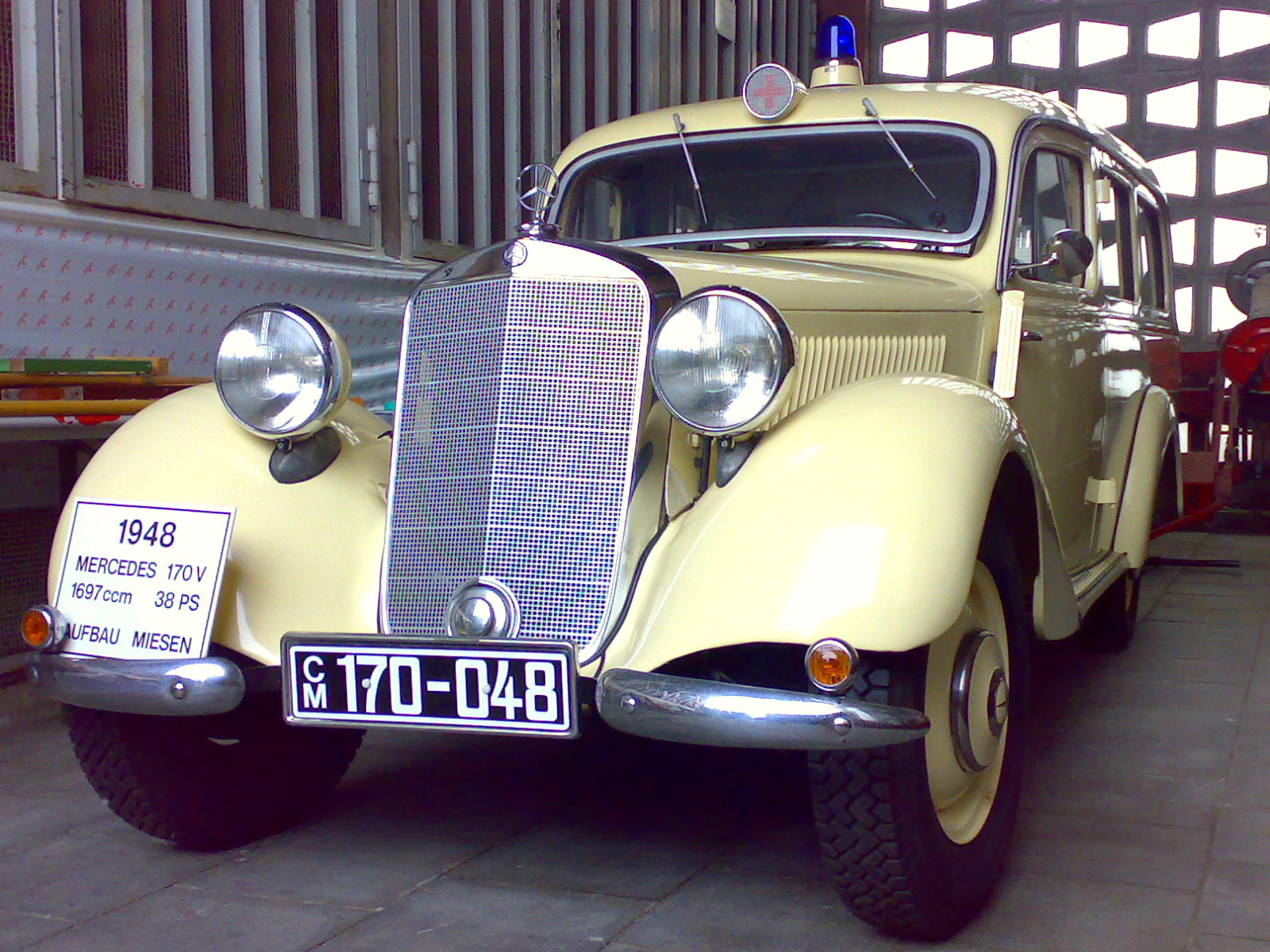
Mercedes-Benz 170 V Ambulanță

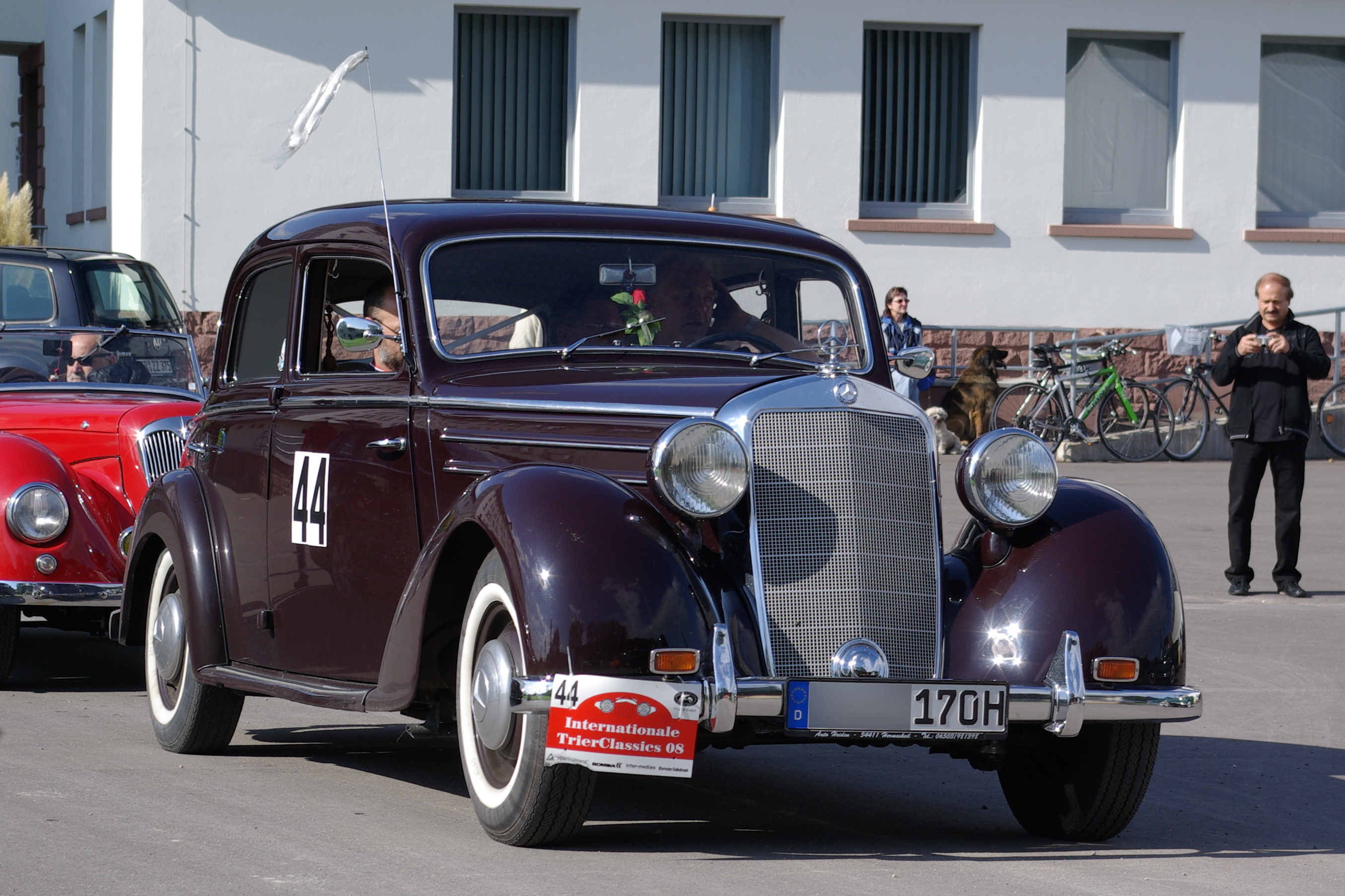
Mercedes-Benz 170 V 1950

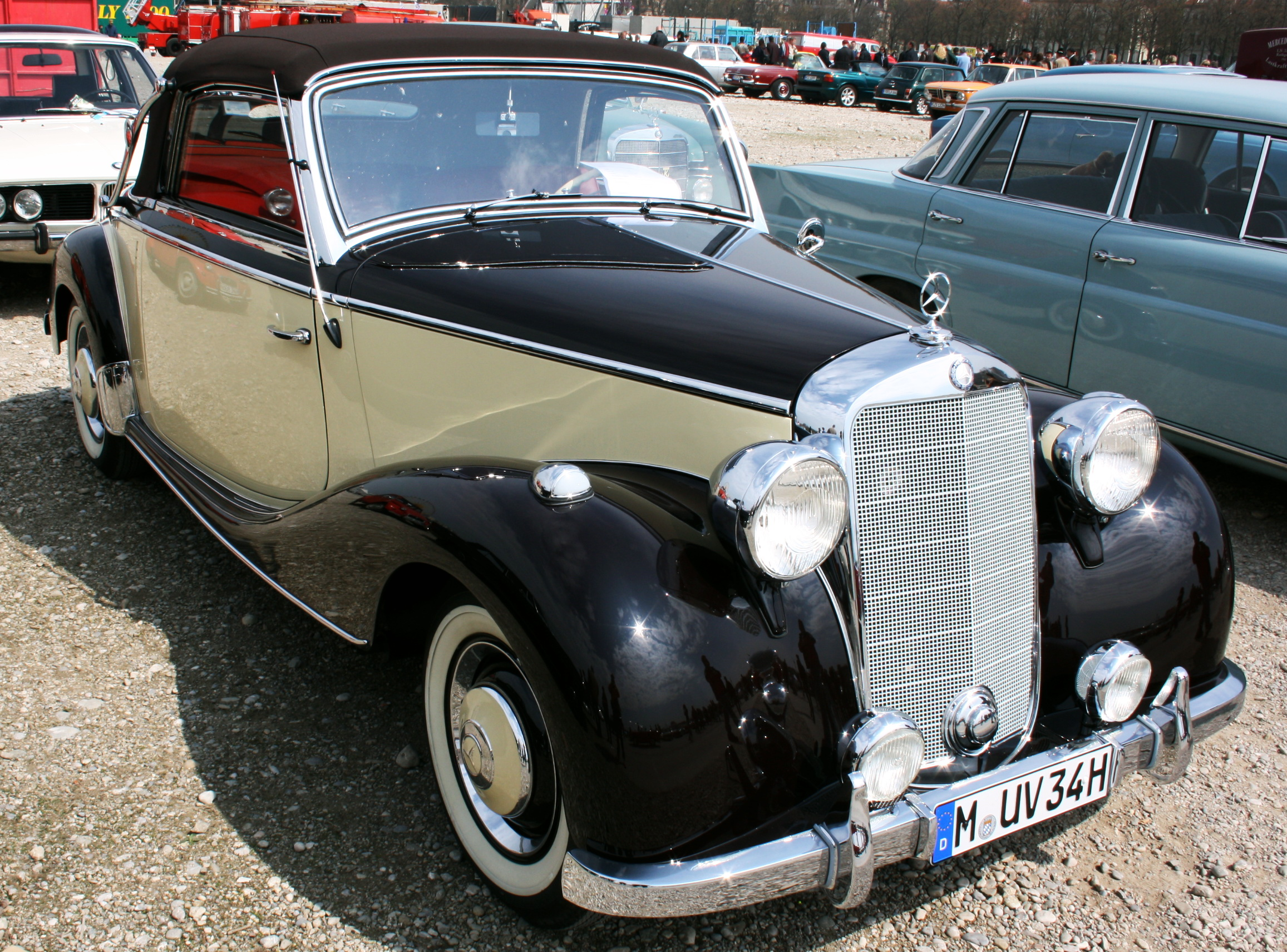
Mercedes Benz 170 A Cabriolet 1950

Din mai 1946, a început producția postbelică la Mercedes-Benz:
În primul rând, a reînceput producția modelelor utilitare închise și a celor cu platformă; din iulie 1947, 170-V sedan;  în luna mai 1949 a urmat o variantă diesel  170 D cu motorul OM 636.
Spre deosebire de perioada antebelică, nu mai există versiuni convertibile, sedanul cu 4 uși a fost singurul model disponibil.
În anii 1951 și 1952 a fost construită și o versiune decapotabilă pentru autorități, denumită 170D OTP. OTP însemna "Offener Tourenwagen Polizei" – sedan deschis de poliție.
170 D OTP avea 4 uși și era echipat numai cu plăci oarbe și un top subțire. Potrivit destinației pentru poliție și vamă mașinile OTP au fost vopsite doar în verde. Doar câteva mașini, destinate poliției din Berlin, au avut culoarea albastru.
Deși numele 170D OTP a fost folosit oficial, OTP avea un portbagaj accesibil extern, care l-a identificat ca model 170 Da. Totuși,dispunea de unele dotări si detalii tehnice care se regăseau doar în 170 Db.
În luna mai 1950 performanțele modelelor  170V și 170D au fost îmbunătățite prin creșterea capacității cilindrice. Siguranța la conducere este optimizată prin introducerea de amortizoare telescopice, lărgirea ecartamentului spate și utilizarea unor frâne mai puternice.
Și confortul a fost îmbunătățit, scaunele și lățimea interioară a compartimentului pentru pasageri au fost mărite, portbagajul era acum ușor accesibil din exterior, iar ferestrele față au fost prevăzute cu panouri pentru a proteja pasagerii de curenții de aer.
Pentru a se distinge de modelele originale variantele îmbunătățite au fost numite intern 170Va  și 170Da.
În luna mai 1952, ambele modele au fost revizuite din nou: la tipurile 170Vb și 170Db ecartamentul spate a fost din nou lărgit, barele de protecție erau acum mai mari și construite dintr-o singură bucată, un parbriz mai mare, cu motorul ștergătoarelor de parbriz montat în interior iar gurile de aer din capotă au fost aranjate orizontal în loc de diagonal.
Ambele modele au fost produse până în august 1953, având ca succesori modelele 170SV și 170SD.
În total, din 1936 până la sfârșitul anului de producție, în anul 1953, au fost construite aproape 140000 Mercedes-Benz 170V. În plus, au existat aproape 34000 de exemplare ale 170D, prima mașina diesel postbelică.

## 170 V Limuzină/Cabrio
| Producție:               | 1936–1942, 1946–1953, 71.973 Bucăți |
| Motor:                   | 4 cilindrii benzină,în față longitudinal , capacitate 1697 cm³ |
| Șasiu:                   | Cadru tubular oval în formă de X |
| Cutie de viteze:         | Manuală în patru viteze |
| Ampatament:              | 2845 mm |
| Ecartament față/spate:   | 1320/1310 mm |
| Lungime/Lățime/Înălțime: | 4270/1570/1560 mm |
| Rază de întoarcere:      | 11 m |
| Greutate:                | 1100–1160 kg |
| Viteză maximă:           | 108 km/h |
| Consum:                  | 11 l/100 km |
| Prețuri:                 | Șasiu: 2850 RM (Reichsmark) Limuzină cu 2 uși: 3750 RM Limuzină cu 4 uși: 3980 RM Cabrio-Limuzină (cu 4 uși): 3980 RM Tourenwagen (cu 2 uși, până în 1937): 4500 RM Tourenwagen (cu 4 uși, din 1938): 4600 RM Cabrio B 4750 RM Roadster cu 2+2 Scaune 5500 RM Cabrio A (de la sfârșitul lui 1935) 5980 RM Polizei-Kübelsitzer (cupă) 4350 RM |

## 170 V Utilitară
| Producție:               | 1937–1942, 1946–1953, 989 Bucăți                               |
| Motor:                   | 4 cilindrii benzină,în față longitudinal , capacitate 1697 cm³ |
| Șasiu:                   | Cadru tubular oval în formă de X                               |
| Cutie de viteze:         | Manuală în patru viteze                                        |
| Ampatament:              | 2845 mm                                                        |
| Ecartament față/spate:   | 1320/1310 mm                                                   |
| Lungime/Lățime/Înălțime: | 4190/1580/1635 mm                                              |
| Greutate:                | 1130 kg                                                        |
| Viteză maximă:           | 108 km/h                                                       |
| Preț:                    | 3900 RM (Reichsmark)                                           |

## 170 VG (Serie W 136 G – Generator de gaz pe lemne)
| Producție:               | 1939–1943                                                          |
| Putere motor:            | 22 PS la 3200 min−1                                                |
| Consum:                  | 15 kg Lemn generator/100 km                                        |
| Lungime/Lățime/Înălțime: | 4550/1570/1770 mm                                                  |
| Greutate:                | 1240 kg                                                            |
| Viteză maximă:           | 80 km/h                                                            |
| Preț:                    | Sistem generator pentru instalare ulterioară: 1000 RM (Reichsmark) |

## 170 VS (Baureihe W 136 S – Două scaune Sport)
| Producție:               | 1938–1939, în total 30 Bucăți(cu Tip 200 V)                                     |
| Motor:                   | Capacitate: 2200 cm³ Putere: 37 kW/50 PS (170 VS) respectiv 44 kW/60 PS (200 V) |
| Cutie de viteze:         | Manuală în patru sau cinci viteze                                               |
| Ampatament:              | 2845 mm                                                                         |
| Ecartament față/spate:   | 1320/1310 mm                                                                    |
| Lungime/Lățime/Înălțime: | 3980/1570/1562 mm                                                               |
| Greutate:                | 1000 kg                                                                         |
| Viteză maximă:           | Versiune 37 kW (44 kW): 110 km/h (112 km/h)                                     |
| Consum:                  | Versiune 37 kW (44 kW): 11 l/100 km (12 l/100 km)                               |

## 170 VK (Serie W 136 K – Kübelsitzwagen (Cupă), Militară)

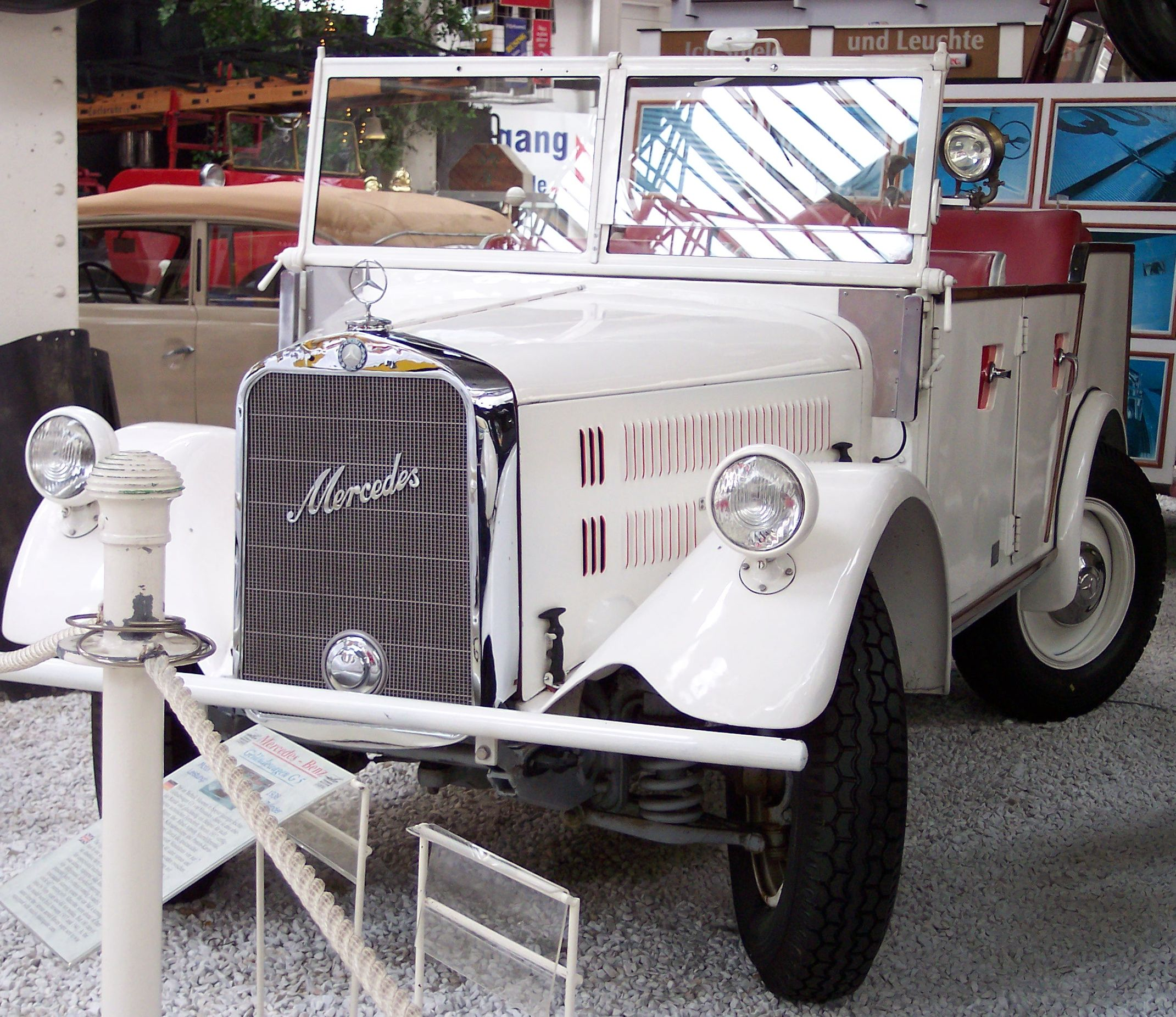
Mercedes Kübelwagen (cupă) cu direcție pe patru roți

| Producție:               | 1938–1942, 19.075 Bucăți                                       |
| Motor:                   | 4 cilindrii benzină,în față longitudinal , capacitate 1697 cm³ |
| Șasiu::                  | Cadru tubular oval în formă de X                               |
| Cutie de viteze:         | Manuală în patru viteze                                        |
| Ampatament:              | 2845 mm                                                        |
| Ecartament față/spate:   | 1320/1370 mm                                                   |
| Lungime/Lățime/Înălțime: | 4100/1690/1830 mm                                              |
| Greutate:                | 1235 kg                                                        |
| Sarcină utilă:           | 425 kg                                                         |